# Дзвін мечів
Дзвін мечів (араб. صليل الصوارم, трансліт. Ṣalīl aṣ-Ṣawārim) — нашид, створений Ісламською державою у 2014 році та використовуваний у ісламістських пропагандистських відео. Це мелодійний акапельний гімн, у тексті якого йдеться про теми кровопролиття та війни.
Пісня була створена фондом Ajnad Foundation, одним із ЗМІ Ісламської держави і вона була виконана вокалістом Абу Ясіром. Дзвін мечів є одним з найвідоміших нашидів Ісламської держави. Пісня з'явилася в четвертій частині серії відеозаписів Salil al-Sawarim, в яких, серед іншого, були показані страти.

Через те, що пісня пов'язана з тероризмом, зазвичай її видаляють з YouTube.